# Paralacydes flava
Paralacydes flava là một loài bướm đêm thuộc phân họ Arctiinae, họ Erebidae.